# Катихар (округ)
Катихар (хинди कटिहार जिला; англ. Katihar) — округ на востоке индийского штата Бихар. Образован 2 октября 1973 года из части территории округа Пурния. Административный центр — город Катихар. Площадь округа — 3056 км². По данным всеиндийской переписи 2001 года население округа составляло 2 392 638 человек. Уровень грамотности взрослого населения составлял 35,09 %, что значительно ниже среднеиндийского уровня (59,5 %).